# Parrotia subaequalis
Parrotia subaequalis là một loài thực vật có hoa trong họ Hamamelidaceae. Loài này được (Hung T. Chang) R.M. Hao & H.T. Wei miêu tả khoa học đầu tiên năm 1998.